# Dolichepilysta celebensis
Dolichepilysta celebensis är en skalbaggsart som beskrevs av Stefan von Breuning 1964. Dolichepilysta celebensis ingår i släktet Dolichepilysta och familjen långhorningar.
Artens utbredningsområde är Sulawesi. Inga underarter finns listade i Catalogue of Life.